# گمینا بوخنگا
گمینا بوخنگا (به لهستانی:  Gmina Bochnia) یک گمینا در لهستان است که در شهرستان بوخنگا واقع شده‌است. گمینا بوخنگا ۱۳۱ کیلومتر مربع مساحت و ۱۹٬۳۵۸ نفر جمعیت دارد.